# Rudnea, Kozeleț
Rudnea (în ucraineană Рудня) este un sat în comuna Morivsk din raionul Kozeleț, regiunea Cernihiv, Ucraina.

## Demografie
Componența lingvistică a localității Rudnea
     Ucraineană (100%)
Conform recensământului din 2001, toată populația localității Rudnea era vorbitoare de ucraineană (100%).